# Superliga de voleibol 2017-18
La Superliga Masculina de Voleibol de España 2017-18 (también conocida como SVM o Superliga) fue la 54.ª edición de la máxima categoría del voleibol español. Constó de dos fases: la liga regular y los Play Offs por el título. El torneo lo organizó la Real Federación Española de Voleibol (RFEVb).

## Sistema de competición
Como en temporadas anteriores, consta de un grupo único integrado por doce clubes de toda la geografía española. Primero, siguiendo un sistema de liga regular, los doce equipos se enfrentan todos contra todos en dos ocasiones, una en campo propio y otra en campo contrario, sumando un total de 22 jornadas. El orden de los encuentros se decide por sorteo antes de empezar la competición. La clasificación final se establece teniendo en cuenta los puntos obtenidos en cada enfrentamiento, a razón de tres por partido ganado con un resultado de 3-1 o 3-0, dos por partido ganado por 3-2, uno por partido perdido por 2-3 y ninguno en caso de perder por 1-3 o 0-3.

### Clasificación para la XLIII Copa del Rey
La RFEVB da la posibilidad de clasificarse para la Copa del Rey de Voleibol a los equipos que ocupan las 5 primeras plazas de la clasificación al finalizar la primera vuelta (11 partidos) y al equipo organizador, o en el caso de que no haya a los 6 primeros en la primera vuelta, de participar en la Copa del Rey de Voleibol 2018.

### Clasificación para competiciones continentales
La CEV otorga a la Superliga española 4 plazas de clasificación para competiciones continentales, que se distribuyen de la siguiente forma:
- El campeón de los Play Offs y por lo tanto de la Superliga acceden a disputar la tercera ronda de clasificación a Liga de Campeones. En caso de perder, jugaría los sesenta y cuatroavos de final de la CEV Cup.
- El subcampeón de la Superliga accede a disputar los 64.ª de la CEV Cup.
- Los semifinalistas de los Play Offs que no han pasado a la final acceden a disputar los treintaidosavos de final de la Challenge Cup.

Nota: Estas reglas solo son aplicables a la temporada actual, ya que pueden variar de un año a otro. Por lo tanto, no se deben tener en cuenta los casos de temporadas anteriores ni posteriores.

## Equipos
Equipos participantes en la temporada 2017-2018 en Superliga Masculina de Voleibol.
| Club                           | Nombre en competición       | Sede                  | Comunidad autónoma   | Pabellón                               |
| ------------------------------ | --------------------------- | --------------------- | -------------------- | -------------------------------------- |
| C.V. Melilla                   | C.V. Melilla                | Melilla               | Melilla              | Pabellón Javier Imbroda                |
| Club Voleibol Palma            | Urbia Voley Palma           | Palma de Mallorca     | Islas Baleares       | Palacio Municipal de Deportes Son Moix |
| Club Voleibol Teruel           | CV Teruel                   | Teruel                | Aragón               | Pabellón Municipal Los Planos          |
| Tarragona SPiSP                | Tarragona 2018 SPiSP        | Tarragona             | Cataluña             | Pavelló Municipal Sant Pere i Sant Pau |
| F.C. Barcelona                 | F.C. Barcelona              | Barcelona             | Cataluña             | Parque Deportivo Llobregat             |
| C.D. Voleibol Río Duero Soria  | Río Duero Soria             | Soria                 | Castilla y León      | Pabellón Polideportivo Los Pajaritos   |
| C.V. Mediterráneo de Castellón | Mediterráneo de Castellón   | Castellón de la Plana | Comunidad Valenciana | Pabellón Pablo Herrera                 |
| C.D.V. Textil Santanderina     | Textil Santanderina         | Cabezón de la Sal     | Cantabria            | Pabellón Municipal Matilde la Torre    |
| Club Voleibol L'Illa Grau      | UBE L'Illa Grau             | Castellón de la Plana | Comunidad Valenciana | Ciutat Esportiva                       |
| Club Voleibol Almería          | Unicaja Almería             | Almería               | Andalucía            | Pabellón Moisés Ruiz                   |
| Club Voleibol Ibiza            | Ushuaïa Ibiza Vóley         | Ibiza                 | Islas Baleares       | Polideportivo de "Es Viver"            |
| Club Voleibol 7 islas          | Vecindario ACE Gran Canaria | Vecindario            | Canarias             | Polideportivo Municipal de Vecindario  |

## Clasificación liga regular
Clasificación tras la jornada 1.
| Pos | Equipo                       | Pts. | J 1 | J 2 | J 3 | J 4 | J 5 | J 6 | J 7 | J 8 | J 9 | J 1 0 | J 1 | J 1 2 | J 1 3 | J 1 4 | J 1 5 | J 1 6 | J 1 7 | J 1 8 | J 1 9 | J 2 0 | J 2 1 | J 2 |
| --- | ---------------------------- | ---- | --- | --- | --- | --- | --- | --- | --- | --- | --- | ----- | --- | ----- | ----- | ----- | ----- | ----- | ----- | ----- | ----- | ----- | ----- | --- |
| 1   | C.V. Teruel                  | 62   | 3   | 3   | 3   | 3   | 3   | 3   | 3   | 1   | 2   | 3     | 3   | 2     | 3     | 3     | 3     | 3     | 3     | 3     | 3     | 3     | 3     | 3   |
| 2   | Urbia Voley Palma            | 60   | 3   | 3   | 3   | 3   | 3   | 3   | 2   | 2   | 3   | 3     | 3   | 3     | 3     | 3     | 3     | 3     | 3     | 2     | 0     | 3     | 3     | 3   |
| 3   | Unicaja Almería              | 55   | 3   | 3   | 3   | 3   | 3   | 3   | 1   | 3   | 1   | 3     | 3   | 3     | 3     | 3     | 3     | 2     | 2     | 3     | 3     | 0     | 3     | 1   |
| 4   | Río Duero Soria              | 36   | 0   | 3   | 3   | 0   | 0   | 2   | 0   | 3   | 3   | 0     | 0   | 1     | 3     | 3     | 0     | 3     | 1     | 3     | 3     | 3     | 3     | 0   |
| 5   | Ushuaïa Ibiza Vóley          | 36   | 0   | 0   | 3   | 3   | 3   | 0   | 1   | 0   | 3   | 3     | 3   | 0     | 0     | 3     | 3     | 0     | 1     | 3     | 2     | 1     | 1     | 3   |
| 6   | F.C. Barcelona               | 30   | 3   | 3   | 0   | 0   | 3   | 3   | 3   | 3   | 0   | 0     | 3   | 3     | 0     | 0     | 0     | 3     | 0     | 2     | 1     | 0     | 0     | 0   |
| 7   | CV Melilla                   | 28   | 0   | 3   | 1   | 0   | 0   | 3   | 3   | 0   | 0   | 3     | 0   | 0     | 0     | 3     | 0     | 0     | 3     | 3     | 0     | 2     | 1     | 3   |
| 8   | Textil Santanderina          | 26   | 0   | 0   | 0   | 3   | 0   | 1   | 2   | 0   | 3   | 0     | 2   | 1     | 0     | 0     | 3     | 2     | 1     | 0     | 0     | 3     | 2     | 3   |
| 9   | UBE L'Illa Grau              | 23   | 0   | 0   | 0   | 3   | 0   | 0   | 3   | 3   | 0   | 0     | 1   | 0     | 3     | 0     | 3     | 0     | 0     | 3     | 2     | 0     | 2     | 0   |
| 10  | Vecindario ACE G.C.          | 20   | 3   | 0   | 2   | 0   | 0   | 0   | 0   | 3   | 0   | 3     | 0   | 2     | 3     | 0     | 0     | 1     | 0     | 0     | 3     | 0     | 0     | 0   |
| 11  | CV Mediterráneo de Castellón | 20   | 3   | 0   | 0   | 0   | 3   | 0   | 0   | 0   | 3   | 0     | 0   | 3     | 0     | 0     | 0     | 1     | 3     | 0     | 1     | 3     | 0     | 0   |
| 12  | Tarragona SPiSP              | 0    | 0   | 0   | 0   | 0   | 0   | 0   | 0   | 0   | 0   | 0     | 0   | 0     | 0     | 0     | 0     | 0     | 0     | 0     | 0     | 0     | 0     | 0   |

Nota.- Se disputan partidos fuera de fechas por ajustes en los calendarios.
Pts = Puntos; J = Jornada
|  | Juega play-off por el título. |
|  | Desciende a Superliga 2.      |

## Play-off
Los Play Offs de la Superliga Masculina de Voleibol 2017-18 se disputan al mejor de 5 partidos entre los 4 primeros clasificados en la fase regular. Así mismo, se enfrentan el primero clasificado contra el cuarto y el segundo contra el tercero. Los ganadores de ambas eliminatorias, serán los que jueguen entre ellos para alzarse con el título.
Esta fase del K.O se disputará en un periodo comprendido entre el 6 de abril y el 5 de mayo de 2018, dependiendo de cuanto se alargue cada eliminatoria.
- Los partidos deberán disputarse en días consecutivos salvo acuerdo de ambos equipos.
- En todo caso entre el inicio de cada encuentro deberá transcurrir un mínimo de 18 horas, salvo acuerdo mutuo o por TV. En caso de que no se juegue el 5.º partido de la eliminatoria de semifinales, se habilitará también el viernes de para disputar el primer partido.

|  | Semifinales | Semifinales       | Semifinales | Semifinales     | Semifinales | Semifinales | Semifinales |   |             | Final | Final | Final | Final | Final | Final | Final |  |
|  |             |                   |             |                 |             |             |             |   |             |       |       |       |       |       |       |       |  |
|  |             |                   |             |                 |             |             |             |   |             |       |       |       |       |       |       |       |  |
|  | 1           | Urbia Voley Palma | 2           | 2               | 3           | 2           |             |   |             |       |       |       |       |       |       |       |  |
|  | 1           | Urbia Voley Palma | 2           | 2               | 3           | 2           |             |   |             |       |       |       |       |       |       |       |  |
|  | 3           | Unicaja Almería   | 3           | 3               | 0           | 3           |             |   |             |       |       |       |       |       |       |       |  |
|  | 3           | Unicaja Almería   | 3           | 3               | 0           | 3           |             | 3 | C.V. Teruel | 3     | 3     | 3     |       |       |       |       |  |
|  |             |                   |             |                 |             |             |             | 3 | C.V. Teruel | 3     | 3     | 3     |       |       |       |       |  |
|  |             |                   | 0           | Unicaja Almería | 0           | 2           | 1           |   |             |       |       |       |       |       |       |       |  |
|  | 0           | Río Duero Soria   | 0           | Unicaja Almería | 0           | 2           | 1           | 0 | 0           | 0     |       |       |       |       |       |       |  |
|  | 0           | Río Duero Soria   |             |                 |             |             |             | 0 | 0           | 0     |       |       |       |       |       |       |  |
|  | 3           | C.V. Teruel       | 3           | 3               | 3           |             |             |   |             |       |       |       |       |       |       |       |  |
|  | 3           | C.V. Teruel       | 3           | 3               | 3           |             |             |   |             |       |       |       |       |       |       |       |  |
|  |             |                   |             |                 |             |             |             |   |             |       |       |       |       |       |       |       |  |

| Campeón de Superliga 2017-18 |
| ---------------------------- |
| CV Teruel                    |